# Otto Altweck
Otto Altweck (Múnic, 28 de març de 1937) va ser un ciclista alemany que va ser professional entre 1958 i 1962. Va combinar la carretera amb el ciclisme en pista.

## Palmarès en ruta
- 1957
  - 1r a la Rund um Sebnitz
- 1959
  - Vencedor de 2 etapes al Critèrium del Dauphiné
  - Vencedor d'una etapa al Tour de l'Oise
  - Vencedor d'una etapa a la Volta a Luxemburg

### Resultats al Tour de França
- 1959. Abandona (8a etapa)

## Palmarès en pista
- 1959
  -  Campió d'Alemanya en Persecució